# Arman
Armand Pierre Fernandez, noto come Arman (Nizza, 17 novembre 1928 – New York, 22 ottobre 2005), è stato un pittore e scultore francese.
L'artista era solito inserire nelle sue tele strumenti musicali infranti. Una parte del suo lavoro fu poi basata sulle accumulazioni di oggetti come scarpe, monete, orologi, pennelli, tubetti di colore e altro. Si è dedicato anche a opere scultoree, in genere bronzee, che rappresentavano gli stessi soggetti delle tele.

## Biografia
Studiò all'École des Arts Décoratifs a Nizza, dove incontrò Yves Klein, e poi all'École du Louvre.
Fu un membro del gruppo Nouveau Réalisme.
È sepolto al cimitero di Père-Lachaise a Parigi. Sulla sua tomba fece scrivere la beffarda epigrafe "Enfin seul!" (finalmente solo).

## Carriera artistica

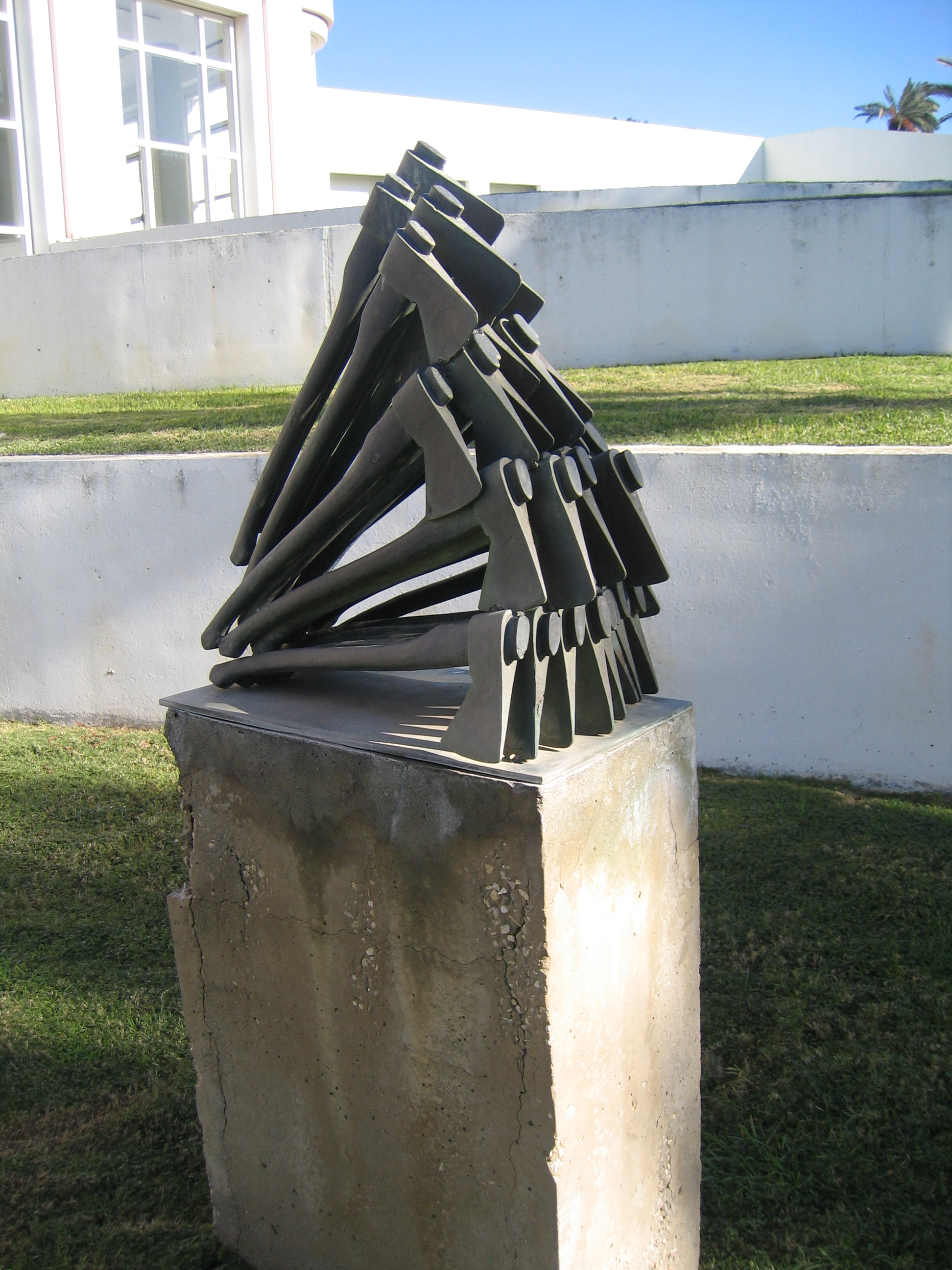
Avalanch (1990), Università de Tel-Aviv campus.

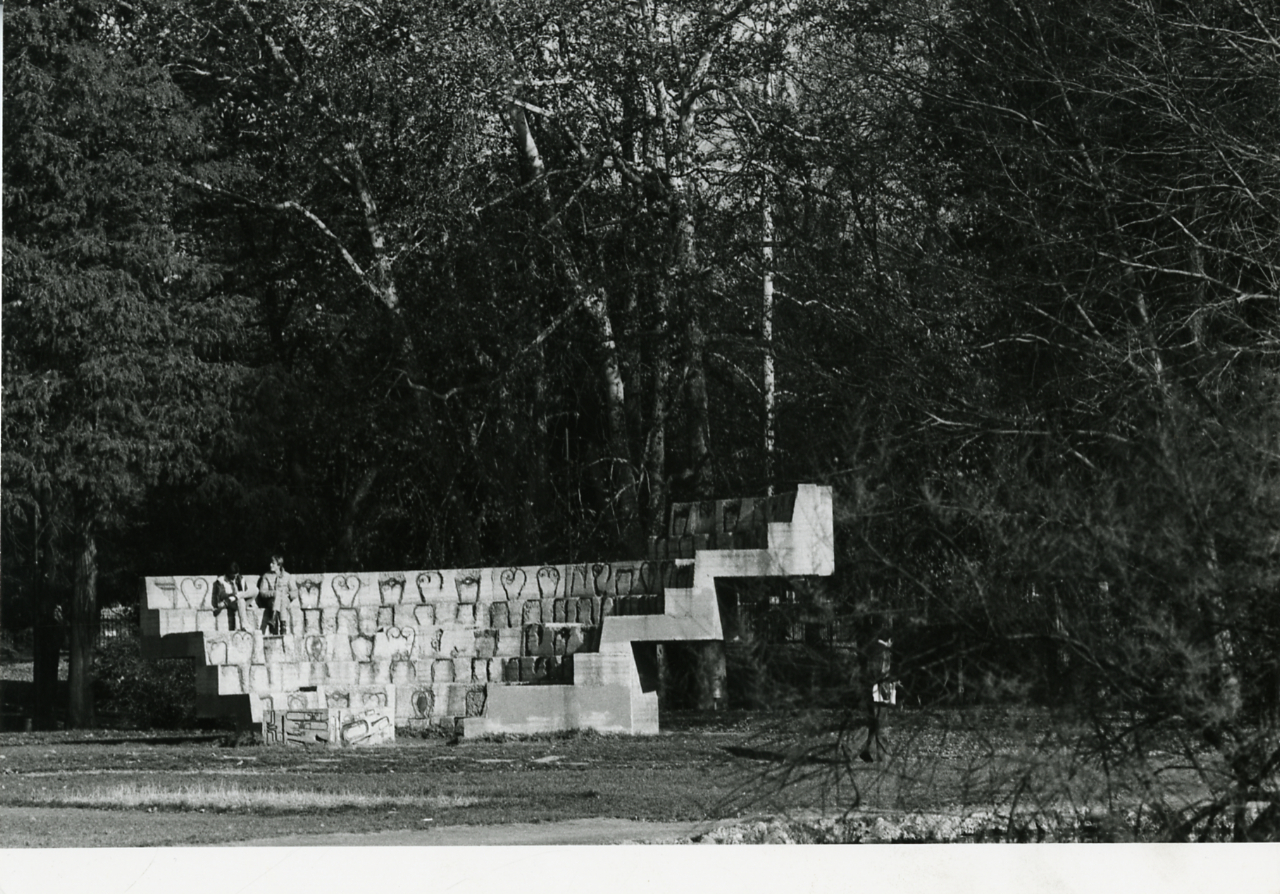
Accumulazione musicale (1971), intervento scultoreo in cemento e ferro, Parco Sempione, Milano. Foto di Paolo Monti.

Le prime tele di Arman furono realizzate fino ai primi anni cinquanta come pittore tradizionale, il distacco vero e proprio dalla pittura tradizionale avvenne subito dopo questo periodo, infatti furono realizzate opere con "timbri" su carta replicati quasi ossessivamente, passando in un secondo momento alle tracce e alle impronte, le Allures.
Nei primi anni sessanta lo stile artistico di Arman subisce un nuovo cambiamento, è in questo periodo infatti che nelle sue opere il pittore francese inserisce oggetti distrutti. Tra i massimi esponenti del nouveau réalisme, corrente artistica vuole raccontare l'uomo attraverso oggetti di uso quotidiano (scarpe, orologi, monete, ecc...). Per via delle molteplici tecniche usate, Arman è considerato uno scultore-pittore. Lui stesso si definirà perfettamente presentandosi come “un peintre qui fait de la sculpture”.

## Opere

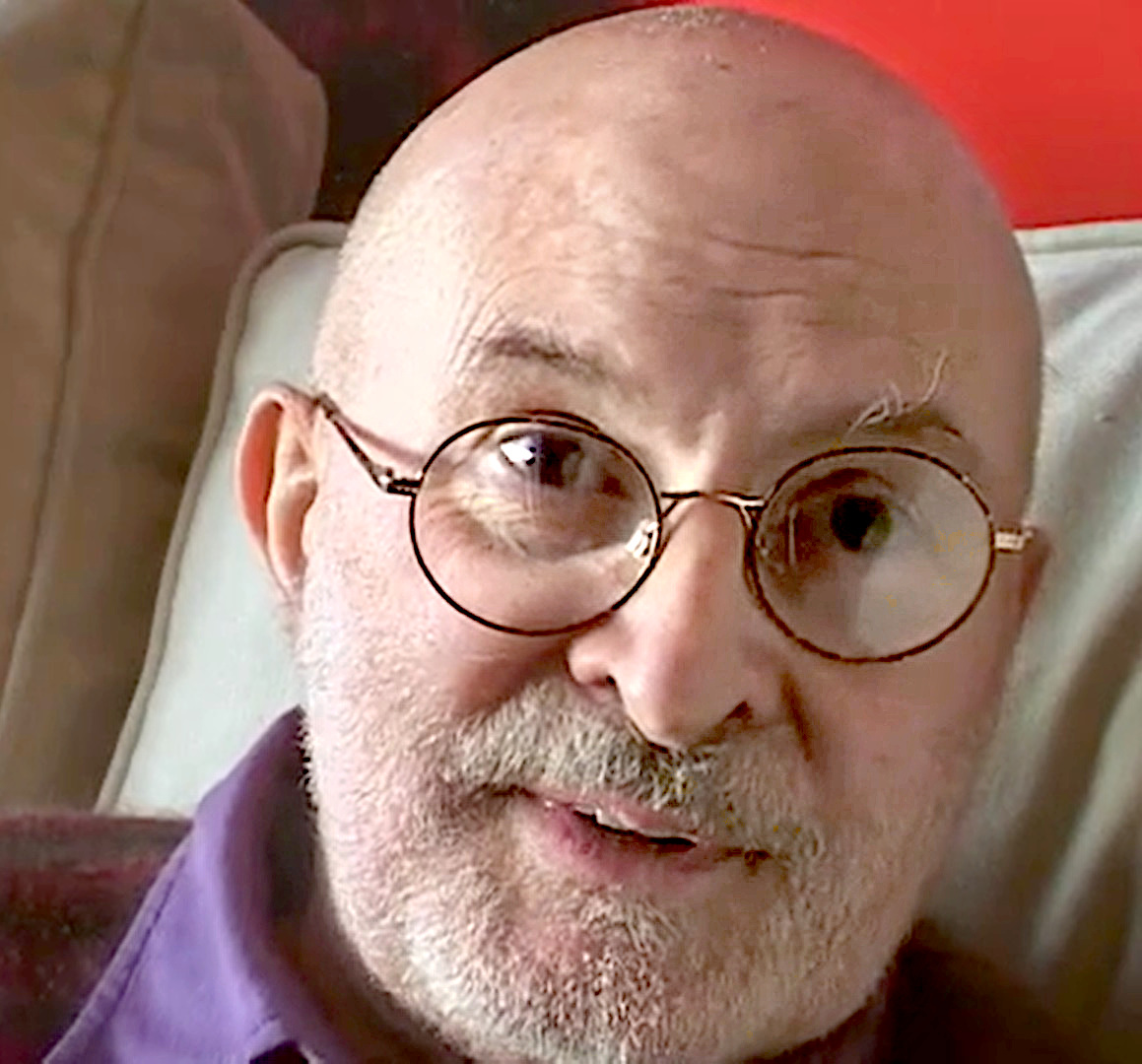
Arman, circa 2003

- Infinità di macchine da scrivere... (1962)
- Accumulation Renault (1969), Collezione Roberto Casamonti, Firenze
- Cimabue (1970), Collezione Roberto Casamonti, Firenze
- Accumulazione musicale, intervento scultoreo in cemento e ferro (1971), Parco Sempione, Milano.[1]
- Parcheggio a lungo termine (1982)
- Monumento omaggio a Enzo e Dino Ferrari (Imola, 1999)
- Frozen Civilization numero 2 (1971) , Museo Berardo, Lisbona.
- Chopin's Waterloo (1962) , Centro Georges Pompidou, Parigi
- Variable et Invariable (1963) , Peggy Guggenheim Collection, Venezia
- Accumulazione di Trombe, omaggio alla Musica (2001), Piazza Unità d'Italia, Cernusco sul Naviglio (Mi)